# Dylan Wang
Dylan Wang (chinois : 王鹤棣 ; pinyin : Wáng Hè Dì; né le 20 décembre 1998), également connu sous le nom de Wang Hedi, est un acteur et chanteur chinois. Il est principalement connu pour son rôle de Dao Ming Si dans la série télévisée Meteor Garden (2018) et pour son rôle emblématique de Dongfang Qingcang dans Love Between Fairy and Devil (2022).

## Jeunesse
Dylan Wang est né à Leshan, dans la province du Sichuan, au sein d'une famille dont les parents travaillaient dans une usine pharmaceutique locale. Par la suite, sa famille a tenu un commerce de brochettes frites. Dès son plus jeune âge, Wang a développé une passion pour le basketball. À l'âge de 14 ans, il a déménagé à Chengdu pour fréquenter une école professionnelle et a ensuite obtenu son diplôme au Sichuan Southwest Vocational College of Civil Aviation. Pendant ses études, il a posé comme modèle pour des affiches de recrutement de son programme d’hôtesses de l'air. En 2016, Wang a remporté la première édition de la Sichuan Campus Celebrity Gala, un événement organisé par Weibo et soutenu par plusieurs établissements d'enseignement supérieur.

## Carrière
Wang a commencé sa carrière en 2017 après avoir remporté la compétition Super Idol de Youku, qui lui a permis de se faire remarquer et de percer dans l'industrie du divertissement. En 2018, il a connu son premier grand succès en interprétant Dao Ming Si dans le remake de Meteor Garden, adapté du manga japonais Hana yori dango. La série a été diffusée sur Hunan Télévision en Chine et sur Netflix à l'international. La même année, il est apparu en tant que membre récurrent de l'émission de télé-réalité The Inn et a participé à des événements sportifs tels que la Super Penguin League.
En 2019, Wang a été choisi pour plusieurs séries, notamment Youth in the Flames of War et la deuxième saison du drame historique fantastique Ever Night. Cette dernière a été diffusée en janvier 2020. En 2020, il a participé au programme culturel The Summer Palace. La même année, il a participé en tant que membre régulier à l'émission de variétés de Hunan TV, The Irresistible, un jeu télévisé mettant en vedette des célébrités. En 2021, il a joué dans la comédie romantique The Rational Life ainsi que dans le drame historique fantastique Miss the Dragon. Miss the Dragon a suscité des critiques négatives, et Wang a été fortement ciblé par un harcèlement en ligne sur les réseaux sociaux, principalement en raison de son apparence en costume d’époque. Dans une interview ultérieure, d'anciens collaborateurs ont reconnu que ces critiques avaient eu un impact sur les choix de casting des producteurs de télévision. Wang a pris la responsabilité des retours négatifs concernant sa performance et a décrit cet épisode comme une leçon importante,.
En 2022, Dylan Wang a acquis une popularité croissante grâce à ses apparitions dans des émissions de variétés ainsi qu'à ses performances dans des séries télévisées. En janvier 2022, il a rejoint l'équipe d'animateurs réguliers de Hello, Saturday, une émission de variétés de Hunan Satellite TV. Il a également participé à la deuxième saison de Wonderland et à des programmes comme All Out Action School et Basketball Buddies, une collaboration entre la NBA Chine et Kuaishou. Il a connu un immense succès grâce à son rôle de Dongfang Qingcang dans Love Between Fairy and Devil. Fin 2022, il a lancé sa marque de mode urbaine, D.DESIRABLE. Depuis 2022, grâce au succès de ses séries et de ses émissions, ses collaborations se sont élargies pour inclure des marques chinoises comme SAIC Volkswagen New Tharu, Maybelline et Colgate. Sa série romantique historique Unchained Love a été diffusée entre 2022 et 2023 sur iQiyi. En 2023, il a poursuivi sa carrière avec des rôles remarquables dans des drames tels que la sitcom de bureau Never Give Up et le drame romantique urbain Only for Love.
En 2024, Wang a participé au NBA All-Star Celebrity Game. En septembre 2024, il était le porte-parole de marques locales telles que Xtep, Ambpomial et Chocliz (Yili Group). Sur le plan international, il représente des marques comme Pizza Hut, Oreo, Guerlain et Estée Lauder, et est ambassadeur pour Pepsi, Louis Vuitton, Fenty Beauty et Hennessy. Ses œuvres à venir incluent la série télévisée fantastique historique Guardians of the Dafeng et la série policière Light to the Night. Il a également été choisi pour son premier rôle principal au cinéma dans le film de science-fiction Per Aspera Ad Astra.

## Filmographie
| Année | Titre anglophone    | Titre chinois | Rôle | Références |
| ----- | ------------------- | ------------- | ---- | ---------- |
| 2023  | Look Up and See Joy | 抬头见喜      |      | [ 39 ]     |
|       | Per Aspera Ad Astra | 星河入梦      |      | [ 38 ]     |

| Année | Titre Titre anglophone                                       | Titre chinois | Rôle                                  | Références |
| ----- | ------------------------------------------------------------ | ------------- | ------------------------------------- | ---------- |
| 2018  | Le jardin des météores Meteor Garden                         | 流星花园      | Daoming Si                            | [ 40 ]     |
| 2020  | Ever Night 2                                                 | 将夜2         | Ning Que                              | [ 10 ]     |
| 2021  | The Rational Life                                            | 理智派生活    | Qi Xiao                               | [ 13 ]     |
| 2021  | Miss the Dragon                                              | 遇龙          | Yuchi Longyan / Long Yuchi / Long Yan |            |
| 2022  | Amour entre la fée et le diable Love Between Fairy and Devil | 苍兰诀        | Dongfang Qingcang                     | [ 36 ]     |
| 2022  | L'Amour Déchaîné Unchained Love                              | 浮图缘        | Xiao Duo                              | [ 25 ]     |
| 2023  | Never Give Up                                                | 今日宜加油    | Bai Mashuai                           | [ 41 ]     |
| 2023  | Youth in the Flames of War                                   | 战火中的青春  | Cheng Jiashu                          | [ 42 ]     |
| 2023  | Pour l'amour Only for Love                                   | 以爱为营      | Shi Yan                               | [ 26 ]     |
| 2024  | Guardians of the Dafeng                                      | 大奉打更人    | Xu Qi'an                              |            |
|       | Light to the Night                                           | 黑夜告白      | Ran Fangxu                            | [ 37 ]     |